# Дагмара (посёлок)
Дагмара — упразднённый посёлок в Мазановском районе Амурской области. Исключен из учётных данных в 1977 году.

## География
Располагался на левом берегу реки Селемджа в месте впадения в неё ручья Храбрый, на расстоянии примерно 9 километра (по прямой) к северо-востоку от поселка Ивановский.

## История
По данным 1926 года на хуторе Дагмара имелось 4 хозяйства (3 крестьянского типа и 1 прочих) и проживало 25 человек (12 мужчин и 13 женщин). В национальном составе населения преобладали украинцы. В административном отношении входил в состав Уландочкинского сельсовета Мазановского района Амурского округа Дальневосточного края.
Решением Амурского исполкома от 30 декабря 1977 года № 522, посёлок Дагмара исключен из учётных данных населённый пункт служебного значения — перевалочная база.